# Жена кентавра (фильм)
«Жена кентавра» — это американский немой драматический фильм 1924 года, снятый Кингом Видором и выпущенный Метро-Голдвин-Майер вскоре после слияния Metro Pictures, Goldwyn Pictures и Mayer Pictures в апреле 1924 года. Metro приобрела права на экранизацию дебютного романа Сирила Хьюма «Жена кентавра» (Доран, 1923) в ноябре.
Фильм считается утерянным. Несколько секунд Бордмэн в этом фильме (примерно с 3:07 до 3:10) включены в рекламный ролик «Двадцать лет спустя» (1944), посвящённый 20-летию компании MGM.

## В ролях
- Элеонора Бордман в роли Джоан Конверс
- Джон Гилберт в роли Джеффри Дуайера
- Эйлин Прингл в роли Инес Мартин
- Кейт Лестер в роли миссис Конверс
- Уильям Хейнс в роли Эдварда Конверс
- Кейт Прайс как Мэтти
- Жаклин Гадсден в роли Надежды Ларримор
- Брюс Ковингтон в роли мистера Ларримора
- Фило Маккалоу в роли Гарри Тодда
- Линкольн Стедман в роли Чака
- Уильям Орламонд в роли дяди Роджера
- Бетти Франциско